# Projekt Rhodopen – auf den Spuren von Orpheus und Eyridike

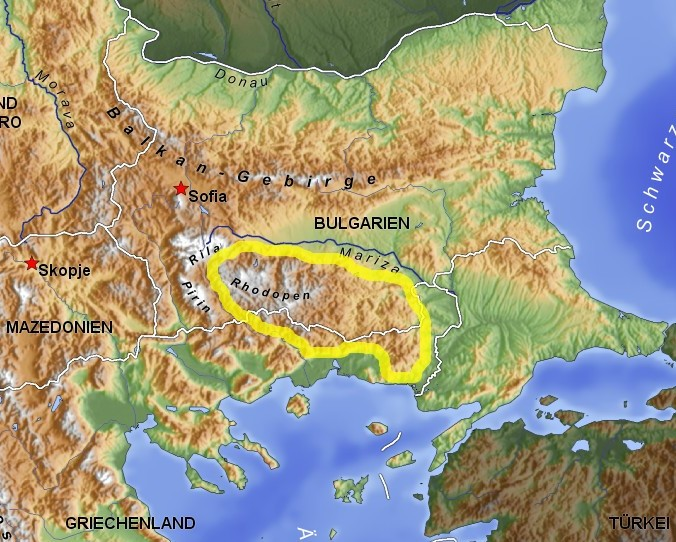
Karte der Rhodopen im Grenzgebiet zwischen Griechenland und Bulgarien

Das Projekt Rhodopen – auf den Spuren von Orpheus und Eyridike ist ein Entwicklungsprojekt der  Republik Bulgarien mit der Europäischen Union und der Schweiz.

## Beschreibung
Das Projekt zielt darauf ab, die bulgarischen und griechischen Teile der Rhodopen für den Personen- und Warentransport und für den Tourismus
zugänglich zu machen,  vor allem von der griechischen Stadt Drama (in Region Ostmakedonien und Thrakien) zu den Städten Dewin und Dospat in Bulgarien.
Das Gebiet wurde von der Regierung Bulgariens bei der Europäischen Union als Fördergebiet ausgewiesen und erhielt mit dem LEADER-Projekt Rhodopen – auf den Spuren von Orpheus und Eyridike im Zeitraum von 2005 bis 2009 Fördermittel zur Verbesserung der touristischen Infrastruktur bereitgestellt. Gleichzeitig beteiligte sich auch die Schweiz über die Direktion für Entwicklung und Zusammenarbeit (DEZA) an der Projektfinanzierung und inhaltlichen Ausgestaltung.
Frankreich leistete zudem wichtige Hilfestellung bei der Dokumentation und Restaurierung von Kulturdenkmalen, Griechenland half beim Aufbau der touristischen Infrastruktur. Seitdem gibt es eine enge Zusammenarbeit zwischen den bulgarischen und ostgriechischen Naturpark-Rangern.
Das Projekt Rhodopen – auf den Spuren von Orpheus und Eyridike erinnert an die historische Region Thrakien, in der antiken Mythologie die Heimat des sagenhaften Orpheus und seiner Geliebten Eurydike war. Dort wurde auch der legendäre Held Spartacus geboren.
In zahlreichen Orten finden sich archäologische Zeugnisse der südosteuropäischen Geschichte, dort lebten und kämpften Thraker, Makedonier, Römer, Byzantiner, Bulgaren, Kreuzritter, Türken und Juden. Bedeutsam sind auch die Naturschönheiten: man findet landschaftlich beeindruckende Wanderwege, Höhlen und Felspartien, imposante Schluchten und Gebirgsbäche. Zum Schutz dieser Gebiete wurden Naturparks und Schutzgebiete ausgewiesen.

## Etappen des Projekts
Die Untersuchungen zur Konzeption von ausgewählten touristischen Routen und Straßen begannen im Oktober 2005. Im Zeitraum 2006 bis 2009 wurden regelmäßige Treffen zwischen Vertretern der EU mit bulgarischen Regierungsmitgliedern und Vertretern auf lokaler, regionaler und zentraler Ebene vereinbart und realisiert. Seitens der EU übernahm Griechenland als unmittelbarer Nachbar die Federführung. Im Zeitraum 2008 bis 2009 erfolgte die konkrete Realisierung der vereinbarten Maßnahmen, beispielsweise Schaffung von Informationsstellen, Ausbau von Verkehrswegen, Schulung der Fremdenführer sowie eine Kooperation zwischen den Stadtverwaltungen von Smoljan, Blagoevgrad,  Drama, Kavala und Xanthi. Im Frühjahr 2009 wurde das Projekt abgeschlossen, es wurden auch Prospekte und eine Webseite mit detaillierten Beschreibungen in Englisch, Griechisch und Bulgarisch herausgegeben.

## Impressionen

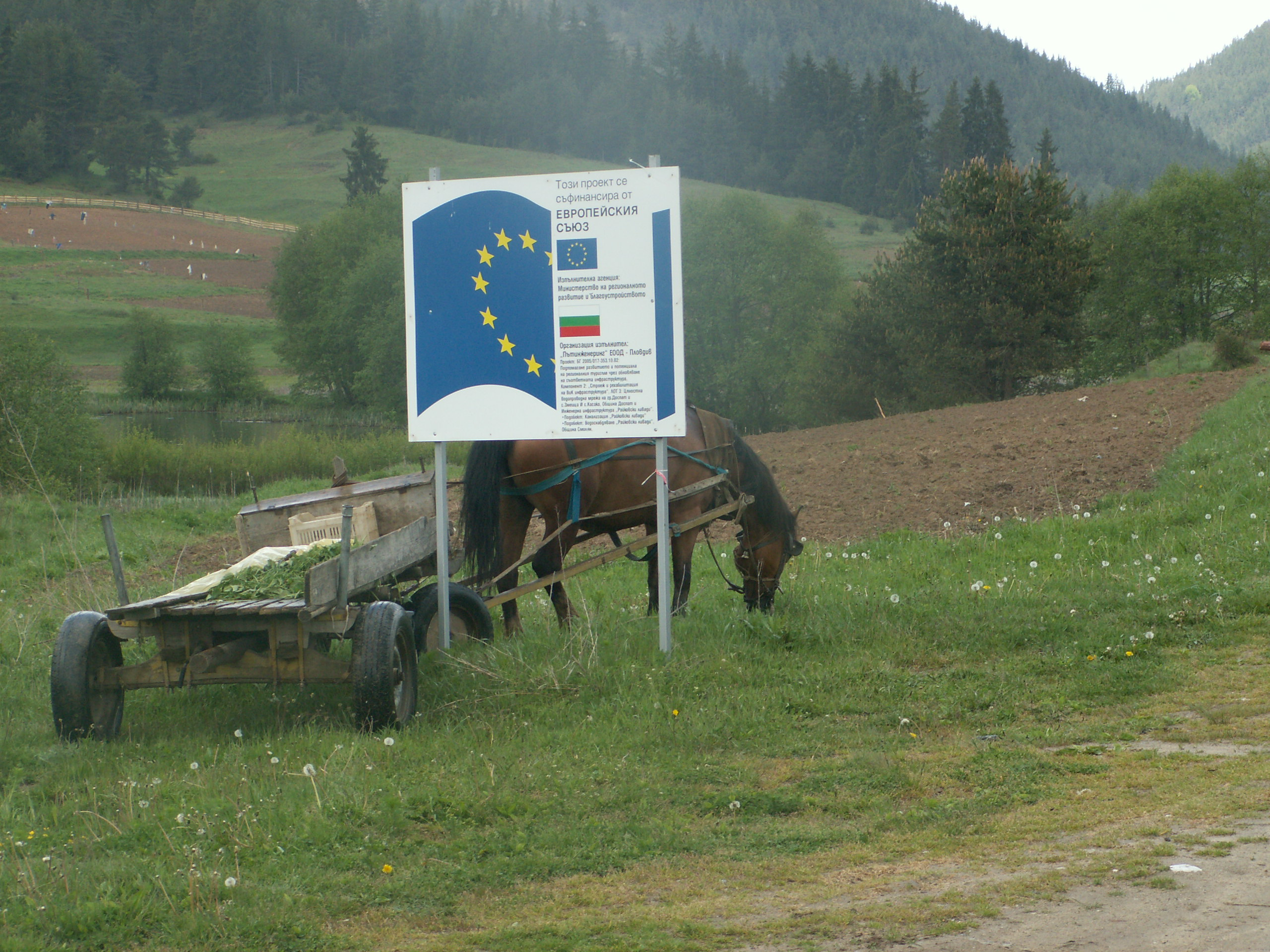
Projekt-Information
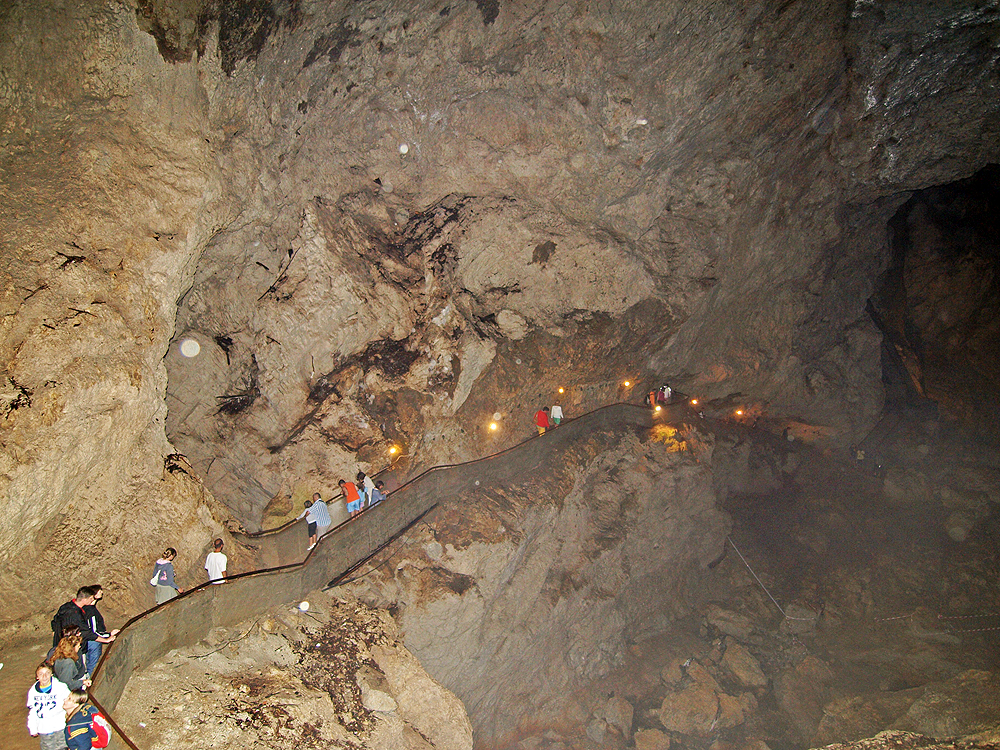
Abstieg in die Schauhöhle „Teufelsschlund“
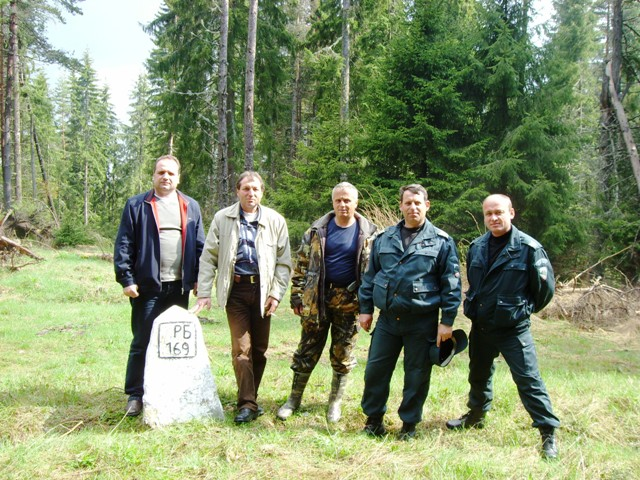
Treffen bulgarischer und griechischer Parkranger